# 高橋哲哉 (漫画家)
高橋 哲哉（たかはし てつや : 本名同じ）は、日本の漫画家・イラストレーター・同人作家。2014年7月より高橋 てつやから改名。同人誌でのペンネームは、しっと。

## 経歴
- 2002年頃によしの（成年向け雑誌を中心に商業活動中）と2人で同人サークル「モエモエカフェ」を結成しホームページ開設。
- 2003年、『おジャ魔女どれみ』のオンリーイベントにて初の同人誌を発表。
- 2004年、日記や『ふたりはプリキュア』のレビューなどが話題になり様々なニュースサイトに紹介され人気サークルとなる。同年によしのが脱退して、しっと（高橋）の個人サークルとなる。さらに同年、『ふたりはプリキュア』と『もえたん』を組み合わせてパロディ化した同人誌「ほのたん」がコミケおよびとらのあななどの同人ショップで爆発的な人気を呼び、飛躍的に知名度が上がる。さらに続編「honotan2」上下巻も爆発的に売れ、その評判は東映アニメーションの『ふたりはプリキュア』スタッフの耳にまで届き、2006年に発行された「ふたりはプリキュアMaxHeartビジュアルファンブック2」（講談社）にはイラストを寄稿することとなった。同人作家としては異例の抜擢である。
- 2006年、秋田書店の編集者からオファーを受け、サンシャインクリエイションの表紙及びとらのあなのオリジナルグッズのために考案したキャラクター「ペンギン娘」を漫画化し、『週刊少年チャンピオン』に短期集中連載を開始、後に正式連載する。
- 2007年には『もえたん』のアニメ化に伴いコミカライズ版を『ゲームラボ』の付録小冊子に連載。当初全4話の予定が1話延長し全5話で完結。
- 2008年、2006年から『週刊少年チャンピオン』に連載していた「ペンギン娘」が『チャンピオンRED』に移籍し、「ペンギン娘MAX」と改題して連載。
- 2008年11月3日に秋葉原で行われた「ペンギン娘はぁとエンディングテーマCD発売記念イベント」には、急遽ゲストとして出演した。
- 2014年から高橋哲哉名義で『電撃萌王』(KADOKAWA）にて「ドキドキしすたー♡葵ちゃん」連載開始。
- 2018年から『電撃萌王』(KADOKAWA）にて「はつ恋、ときめき うすいほん」連載開始。

## 人物
- アニメ「ペンギン娘はぁと」の第1話に生徒会選挙の立候補者役で声優として出演した。

## 作品リスト

### 連載
高橋てつや名義
- ペンギン娘（『週刊少年チャンピオン』（秋田書店）連載、全3巻）
- ペンギン娘MAX（『チャンピオンRED』（秋田書店）連載、全4巻）
- もえたん〜Magical Busters, please save the world!!〜（ゲームラボ別冊付録「月刊もえたん」→現代視覚文化研究 Vol.2（共に三才ブックス）連載、全1巻）

高橋哲哉名義
- ドキドキしすたー♡葵ちゃん（『電撃萌王』（アスキー・メディアワークス）連載、全3巻）
- はつ恋、ときめき うすいほん（『電撃萌王』連載[2]、電撃コミックスNEXT、KADOKAWA、全3巻） - 百合作品。

### イラスト
- 「自由」（『ガンガンONLINE』2009年11月12日）
- 「自由」（『ガンガンONLINE』2010年5月6日）